# نينجا

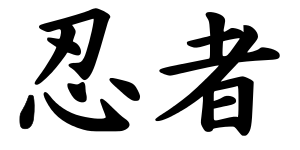
النينجا بالياباني

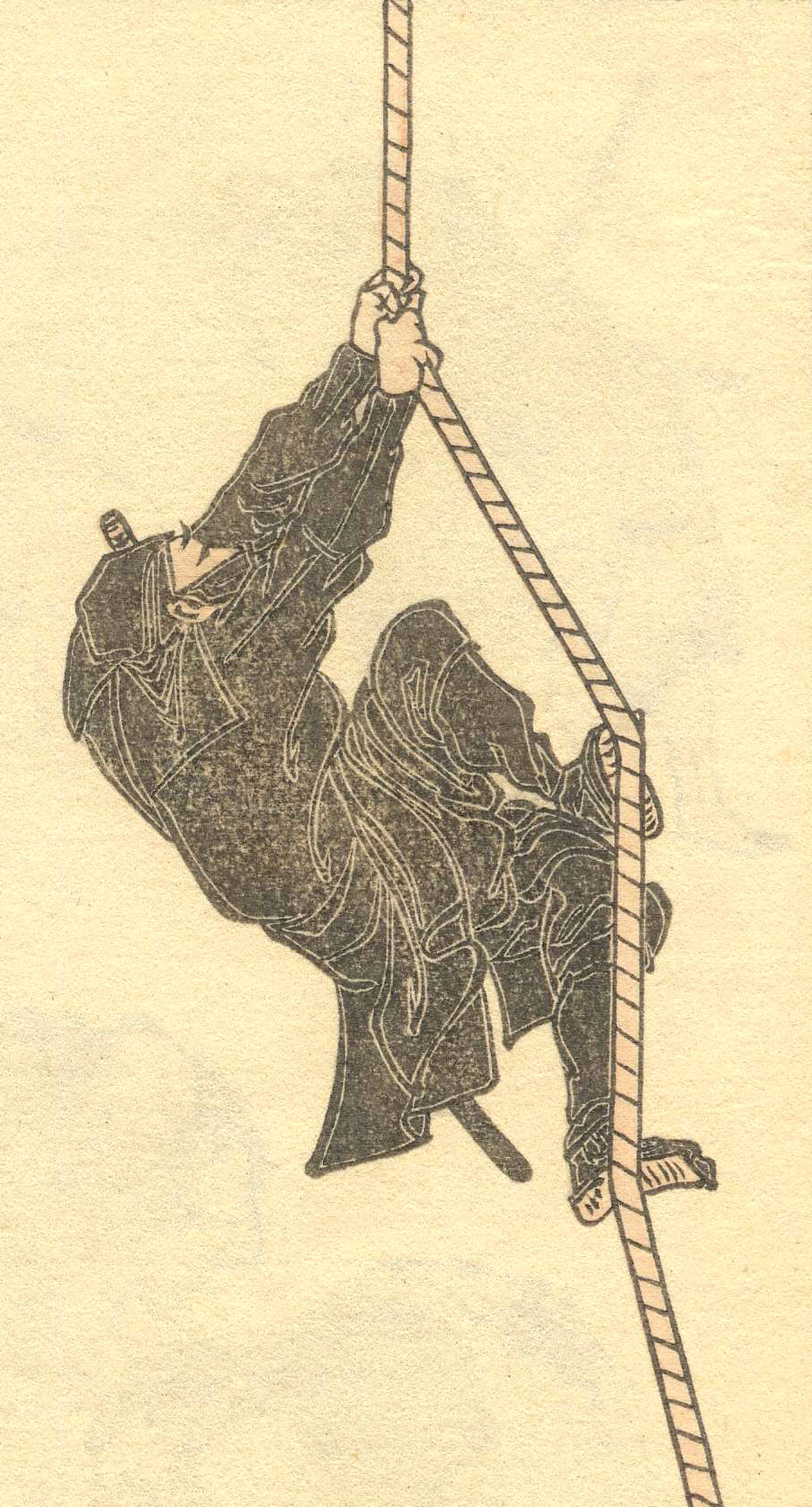
صورة نموذجية لنينجا، مأخوذة من سلسلة رسومات تخطيطية و مسودات (مانغا هوكاساوا) بواسطة هوكاساوا. الطباعة بالخشب على الورق. المجلد السادس،1817.

النينجا (باليابانية: 忍者 نينجا) أو شينوبي (باليابانية: 忍び) كجماعة ابتدأ الكتابة عنهم في القرن الخامس عشر كمنظمات قتالية هيمنت على مناطق ايجا وكوجا في وسط اليابان بالرغم من أن أساليب حرب العصابات وعمليات التجسس قد ابتدأت قبل وقت طويل من ذلك.
في هذا الوقت قامت المواجهات بين عشائر الدايمو على مناطق صغيرة ابتدأت حرب العصابات والاغتيالات كبديل ثمين للهجوم الأمامي. منذ بوشيدو، رمز الساموراي حرم هذه الاساليب كأعمال غير مشرّفة، لم يتوقع الدايموي ان ينجز مهامه المطلوبة اعتمادا على قواته الخاصة، لذلك كان عليه ان يشتري أو يطلب الدعم من النينجا لأداء الضربات الانتقائية والتجسس والاغتيال والتسلل إلى معاقل الأعداء.
يشاع ان بعضاً من أهالي عشائر الدايمو قد كانوا من النينجا واستغلوا دورهم كصيادي نينجا لابعاد الشك في تورطهم باساليب وتدريب النينجا «الغير مشرفة».
بالرغم من تصنيفهم كقتلة، إلا أن كثيرًا منهم كانوا محاربين بمعنى الكلمة. في كتاب هايس «الفنون السرية للنينجا»، هاتوري هانزو، واحد من أكثر مقاتلي النينجا شهرةً، مصوّر في درع شبيه لذلك المستخدم لمقاتلي الساموراي، وقد ذكرهايس بأنّ أولئك الذين سجّلوا تاريخ النينجا قد كانت لهم مراكز عالية في الدكتاتوريات العسكرية، كما أن دارس التاريخ يجب أن يفهم بأنّ تاريخ النينجا قد سجل من قبل ملاحظين كتبوا عن نشاطاتهم كما ترى من الخارج.
النينجتسو لم يكن فنًّا واضح المعالم منذ أن بدأ، وقد مرت عدة عصور قبل تأسيس النينجتسو كنظام معرفة مستقل بحقوقه الخاصة، تطوّر فن النينجتسو كثقافة غير شرعية ومضادة للمجموعة الحاكمة الساموراي، ولهذا السبب غُطِّيَت أصول فن النينجتسو بقرون من الغموض والإخفاء والتشويش المتعمد. كتاب «النينجا التاريخي» لسوكي ماساكي هاتسومي.

## المنظمة التاريخية
بتاريخهم، مجموعات النينجا كانت صغيرة واقتصر بناؤها حول العوائل والقرى، تطور لاحقًا إلى تدرج قتالي كان له قدرة أكبر على التشبك مع الساموراي والدايمو. مقاتلو نينجا معينون دربوا مجموعات في القرى لحمايتها من المهاجمين والسارقين.
بينما مقاتل النينجا يصوّر في أغلب الأحيان كمقاتل ذكر، وأن المهن العسكرية وذات العلاقة قد حددت بشكل خاص إلى الذكور، الإناث كنّ بافتراض من النينجا أيضاً، ومقاتلة النينجا الأنثى تدعى بـ"كونويتشي"[بحاجة لمصدر]، رموز هذه الكلمة مشتقة من الخطوط التي تشكل كلمة «امرأة» بكتابة الكانجي باليابانية، وقد اعتبرن في بعض الأحيان كجاسوسات عرفن أسرار العدو باستخدام الإغراء، ويحتمل أنهن استخدمن كخدم في بيوت الأعداء مما يجعلهن بوضع يمكنهن من الاستماع لمعلومات ثمينة حقاً، في كلتا الحالتين لا يوجد هناك دعم تاريخي للمعنى الحديث لمقاتلة النينجا، وقد استخدموا على الأرجح كجواسيس وسعاة، ويجب ملاحظة أن الدعم التاريخي لكل سمات النينجا يفتقر إلى جهات متعددة لذلك إن جنس هؤلاء القتلة الخلسين ليس محدد على وجه التأكيد.
النينجا كمنظمة قتالية كان لها الكثير من القوانين وأبقوا الاسرار التي أمروا بها من قبل عشيرة النينجا والدايمو لأنها الأكثر أهمية.

## الزي الخاص بالنينجا

### التقنية والصورة التاريخية
لا يوجد دليل بأنّ النينجا القدماء قد قيدوا انفسهم باللباس الأسود، الأحمر والأزرق الداكن لكنه كان أفضل من الناحية البصرية للاختفاء أثناء الليل، بعض مقاتلي النينجا استعملوا نفس دروع وملابس الساموراي وأيضا الفلاحين اليابانيين.
خلال فصل الخريف ارتدى مقاتلو النينجا لونى الأخضر والأصفر اللذين يتماشيان مع ألوان نباتات الخيزران التي تنمو في هذا الوقت.
مقاتل النينجا البسيط جدا كان يرتدي رداءً أسود مميزًا (shinobi shozoku) وصورت الفكرة في مسرح Kabuki فقد كان حاملو ديكور المسرح يرتدون اللباس الأسود ويحركون الديكور في ارجاء المسرح، الجمهور سيرى بوضوح حاملي الديكور ولكن سيتظاهرون بأنهم مخفيون مع التعليق الراغب بعدم التصديق، مقاتلو النينجا يأتون أيضا مصورين في المسرح بلباس كامل السواد، أوحى ذلك بأن النينجا أيضا مخفيون، أو ببساطة يصعب على الجمهور التمييز بين النينجا وعاملي الديكور حتى يظهر النينجا أنفسهم في المسرحية بالهجوم إمّا كجزء من مخطط المسرحية أو لاغتيال أحد المشاهدين.
أحذية النينجا (jika-tabi) مثل معظم الأحذية اليابانية في ذلك الوقت، كان لها انقسام خاص لإصبع القدم مما ساعد على التشبث وتسلق الحوائط بالحبل. وهي خفيفة للغاية ليتنقل مقاتلو النينجا في تمام الصمت.
غطاء الرأس الفعلي اقترح من قبل سوكي Masaaki Hatsumi في كتابه «طريقة النينجا: التقنيات السرية» يستعمل ما قد أُحيل إلى سانجاكو- تينوغوي (قماش طوله 3 أقدام أي حوالي 91.5 سم). تربط قطعتان من هذا القماش حول الرأس بطريقة تجعل القناع مرنًا في الترتيب وفي نفس الوقت مربوطًا بإحكام. البعض يلبس رداءً طويلا لونه أزرق في أغلب الأحيان لهدف التخفي.
وقد منعت النينجا في اليابان في فترة الـ 1600

### الزي الحديث
اليوم معظم المقاتلين يرتدون الزي الأسود والحذاء المنقسم الإصبع jika-tabi، البعض يرتدون ازياء الكاراتيه والجوجوتسو الاعتيادية، وفي بعض الدورات التدريبية غير الرسمية تُرتدى الملابس الاعتيادية.
يرتدى حذاء الـ jika-tabi من قبل الفلاحين وعمال البناء في اليابان لانها توفر تماسكًا أفضل بكثير من الأحذية العادية.

## المعدات المرتبطة
التجسس ومهام التسلل للنينجا ادت إلى التطور في التقنية المتخصصة في أسلحة التخفي وادوات التسلل.وادوات القتال وهذه المعدات ساعدته كثيرا مثلا: الاغتيال، القتل، التجسس

## الأدوات والأسلحة
استعمل مقاتلو النينجا الأسلحة التي يمكن أن تخفى كأدوات اعتيادية الاستعمال. البو والمخالب اليدوية (shuko, neko-te tekagi) على الارجح كانت الأكثر استعمالاً، ما عدا الـ shuriken (قذف النجوم) التي شاعت حاليا في الكتب الهزلية واعلانات طرق البريد.
Kunai هي أصلا أداة زراعية كانت أيضا اداةً شائعة لعدة اعتبارات، بأن يمكن إخفاؤها بسهولة أو استعمالها حينما يتنكر النينجا كفلاح، فكان كأنه سكين مرفق يستعمل للقطع بدلا من القتال. ونوع شهير آخر هو الـ makibishi يصنع من المسامير الحديدية يقذفها المقاتل على الأرض لتجرح قدم العدو أو ترمى على طريق هروب العدو ليقطعوا الطريق ويصيبوا الهدف بالأقواس والسهام بينما يبحثون عن طريق هروب آخر، ويمكن ان تزود بالسم ليموت العدو ببطء.
استخدم مقاتلو النينجا نوعًا خاصًّا من السيوف الصغيرة تسمى بـ ninja-ken، تعد هذه السيوف أدوات مفيدة أكثر من كونها أسلحة للقتال، ونوع آخر من سيوف النينجا هي الـ shikoro ken (سيف منشاري) استخدم للتمكن من دخول البنايات وأيضا كاستعمال آخر استخدمت لقطع الأعداء.
وأداة أخرى كانت تستخدم من قبل مقاتلي النينجا هي الـ irogome (والترجمة الحرفية لها: أرز ملون) وهي بذور أرز غير مطبوخة ملونة بخمسة أو ستة ألوان: أحمر، أسود، أبيض، أصفر، أزرق وفي بعض الأحيان بنّي، توضع على الأرض أو تسلم من مقاتل إلى آخر، كل لون كان له معنى خاص به مثلا «الطريق خالٍ» أو «هناك عدو قريب». ولما تطبخ تصبح الـ irogome كوجبة خفيفة ولذيذة يمكن ان يقتات بها المقاتل عند تمدد المهام، هناك تقارير عن اكتساب قوى خاصة في تناول وجبة كهذه، مثل تزايد في السرعة أو اكتساب نصف شفافية كانت على الأكثر نتيجة لمايكوتوكسينات هلوسية وجدت في الحبوب السمراء.
استعمل أيضا في بعض الأحيان الكاتانا وهو عبارة عن سيف طويل ومقوّس ارتبط عادة بالساموراي، استخدم النينجا أيضا قنابل الدخان والقنابل الوامضة إلا أن بعض المقاتلين يتعلمون الفن ولكن لا يطبقونه إلا تحسبا لاي شي يحث علي هذا.

## الأساليب والأسلحة الخاصة
استخدم مقاتليَ النينجا مختلف الأسلحة والخدع باستعمال البارود والقنابل الدخانية التي استعملت على مجال واسع للمساعدة في الهروب أو الاستعداد لمعركة، استخدموا مصاهر مؤقتة لتوقيت الانفجارات، وهناك القنابل الصغيرة المسماة بـ metsubushi (أي غالقة العين) كانت تملأ بالرمل أو غبار معدني، توضع هذه الرمال في قطع خيزران أو داخل قشر بيض مفرّغ، لتلقى على العدو فيتكسر الغطاء وينتشر الغبار فيعمي بذلك العدو.
كذلك من الأدوات المستخدة الـAshiaro وهي عبارة عن قطع خشبية تلحق باحذية النينجا الخاصة التي ورد ذكرها سابقا تترك اثارا شبيهةً باثار الحيوانات أو اثار طفل صغير، لذلك سيتمكن المقاتلين من ترك اثارا لن تتبع.
و خاتم صغير يرتدى في اصبع مقاتل النينجا يدعى بالـshobo ، تستخدم أثناء القتال اليدويّ لها سن خشبي لضرب مراكز الضغط بجسم العدو لإحداث ألم حاد، أحيانا تسبّب شلل وقتيّ.
وهناك أساليب التمويه حيث يرتدون ألبسة سوداء للاختفاء ليلا.
كما يستعملون قاذف الإبر السامة وهي عبارة عن قصبة من الخيزران مجوفة توضع بها إبر سامة لتنفخ عن طريق الفم إلى الخصم.

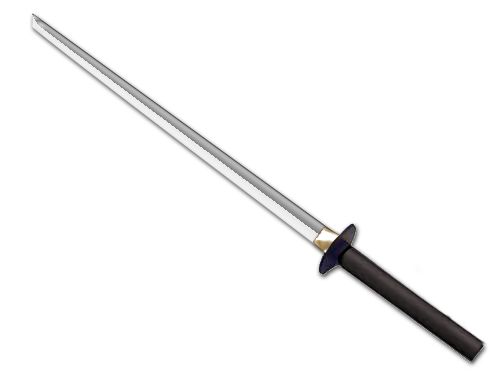
النينتو: سيف النينجا يختلف عن سيوف الساموراي في شكله وهو أصغر حجما

 سيف النينجا يختلف عن سيوف الساموراي في شكله وهو أصغر حجما، تعني ان إمكانياتهم للتجسس والعمل السري كانت محدودة.ببساطة كانت اعمالهم واساليبهم الأكثر اختلافا عن اساليب الساموراي. اسلحتهم واساليبهم كانت مشتقة جزئياً من حاجتهم للتخفي والدفاع عن انفسهم بسرعة من الساموراي، من الممكن ملاحظة ذلك من التشابه بين اسلحتهم ومناجلهم المختلفة مع ادوات الضرب المستخدمة انذاك.

## في القصص الحديثة
النينجا تظهر في القصص اليابانية والغربية معاً، تتراوح بين الواقع والمبالغة الخيالية، في اواسط الستينات ظهر المسلسل التلفزيوني الساموراي في اليابان خلقت موجة تأجيجية للنينجا في اليابان وكان الاثر أكبر في الكثير من البلدان الأخرى حيث عُرض المسلسل لكن حقا كانوا لديهم لياقة بدنية عالية وكذلك ذكر في المسلسل سلاحف النينجا 2012 ان آخر الجماعات منهم كانت الهاماتو وأولها القدم وكانت ترمز لواقع أكثر من الخيال في رواياته عن حروب النينجا

## استعمال الاسم فيتيمور الشرقية
جماعات نشطة مسلحة تحت القيادة الاندونيسية في تيمور الشرقية، ارهبت السكان الذين يدعمون الاستقلال وكانت زعما مسيطر عليها من قبل القوات الاندونيسية، وكانوا يطلقون على انفسهم لقب النينجا وعلى اية حال وجد بعض التشابه بينهم وبين النينجا اليابانية من حيث الطرق التي يتبعونها، ويبدو أن الاسم قد اقتبس من الأفلام والمجلات بدلا من التأثير المباشر من النموذج الياباني.